# سلووا
سلووا (به صربی: Selova) یک منطقهٔ مسکونی در صربستان است که در کورشوملیا واقع شده‌است. سلووا ۱۸۰ نفر جمعیت دارد.